# Олецький Валентин Арнольдович
Валентин Арнольдович Олецький (2 червня 1971, м. Київ, СРСР) — радянський/український хокеїст, правий нападник. 
Виступав за ШВСМ (Київ), «Торпедо» (Нижній Новгород), СКА (Санкт-Петербург), «Айдахо Стілгедс» (WCHL), «Елмайра Джеколс» (ОХЛ), ХК «Фюссен», ХК «Гомель», «Сокіл» (Київ).
У складі національної збірної України провів 145 матчів (35+44), учасник зимових Олімпійських ігор 2002 (4 матчі, 2+1); учасник чемпіонатів світу 1993 (група C), 1994 (група C), 1995 (група C), 1996 (група C), 1997 (група C), 1998 (група B), 1999, 2000, 2001, 2002, 2006, 2007 і 2008 (дивізіон I). У складі юніорської збірної СРСР учасник чемпіонату Європи 1989.
Досягнення
- Чемпіон СЄХЛ (1998, 1999)
- Чемпіон України (1993, 1995, 1997, 1998, 1999, 2005, 2006)
- Володар Кубка Білорусі (2007)
- Переможець юніорського чемпіонату Європи  (1989).